# シャンデリア

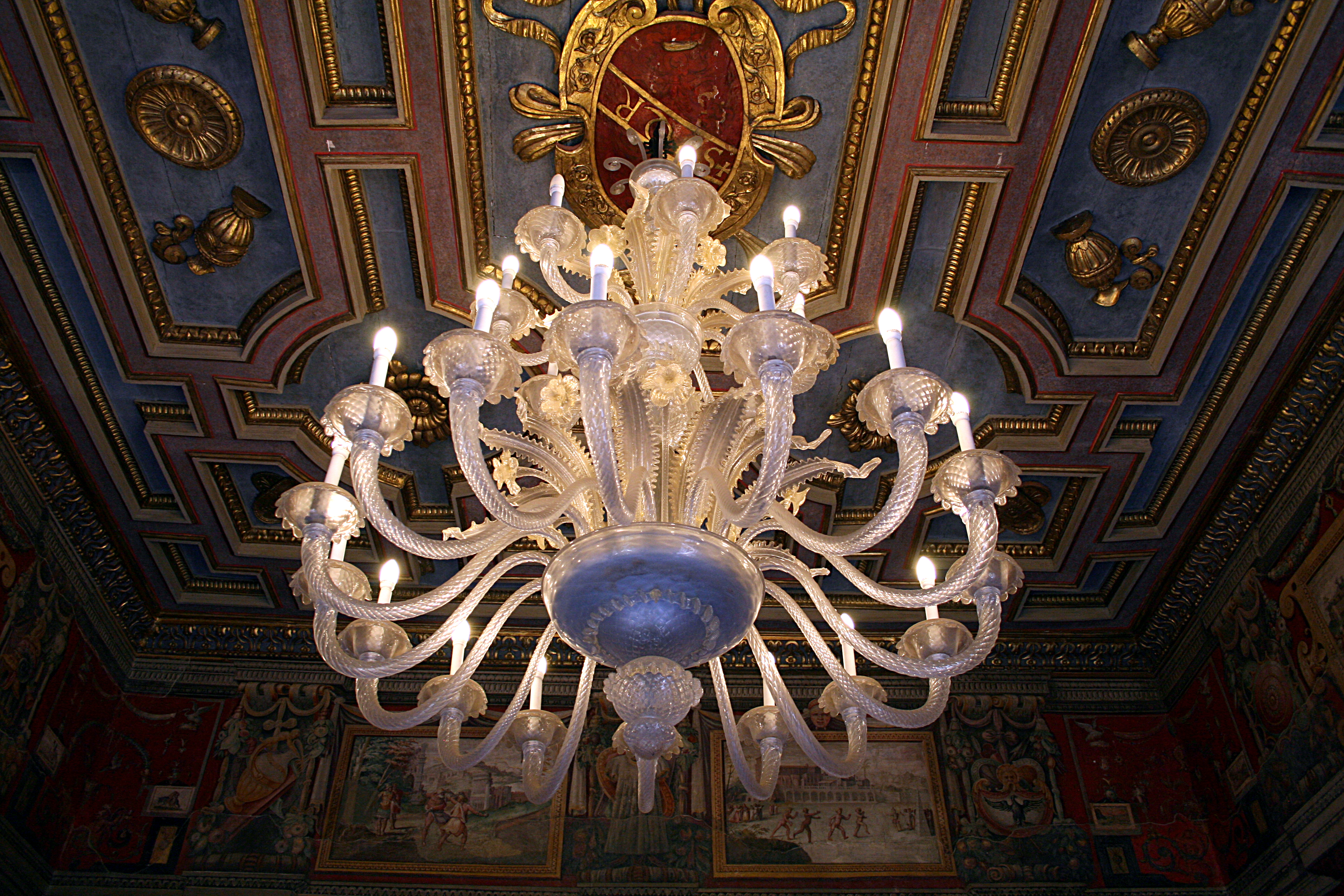
クリスタルシャンデリア - カピトリーノ美術館（ローマ）

シャンデリア（chandelier）は、灯火を支持するための2本以上の腕木を有し、天井からつり下げられた照明器具である。現代のシャンデリアはしばしば非常に装飾的で、多くの光源とその光を複雑で魅力的なパターンで散乱させるためのカットされたガラスが多数配列されていることが多い。

## 歴史

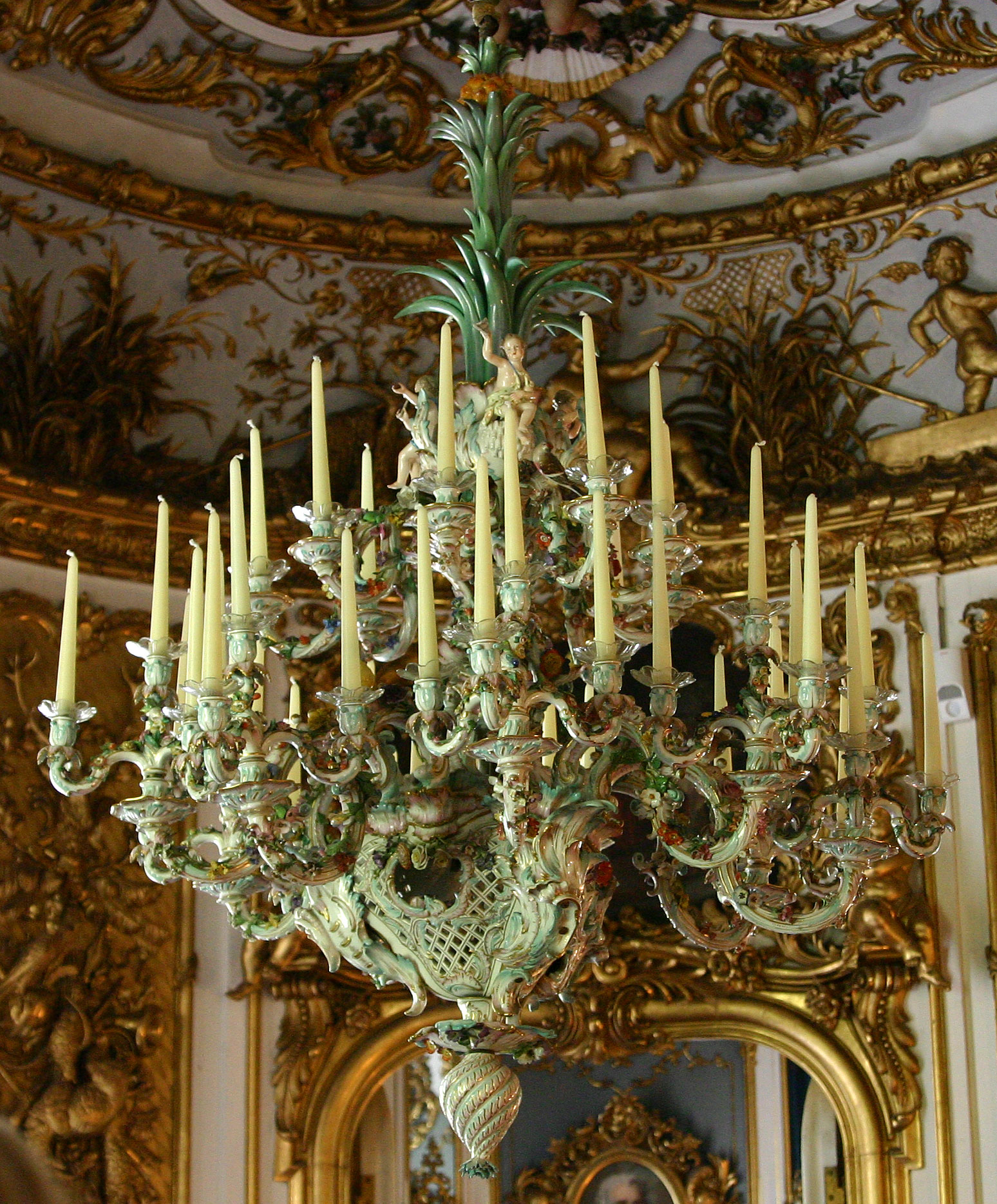
ロウソクによるシャンデリア
（ドイツ・リンダーホーフ城）

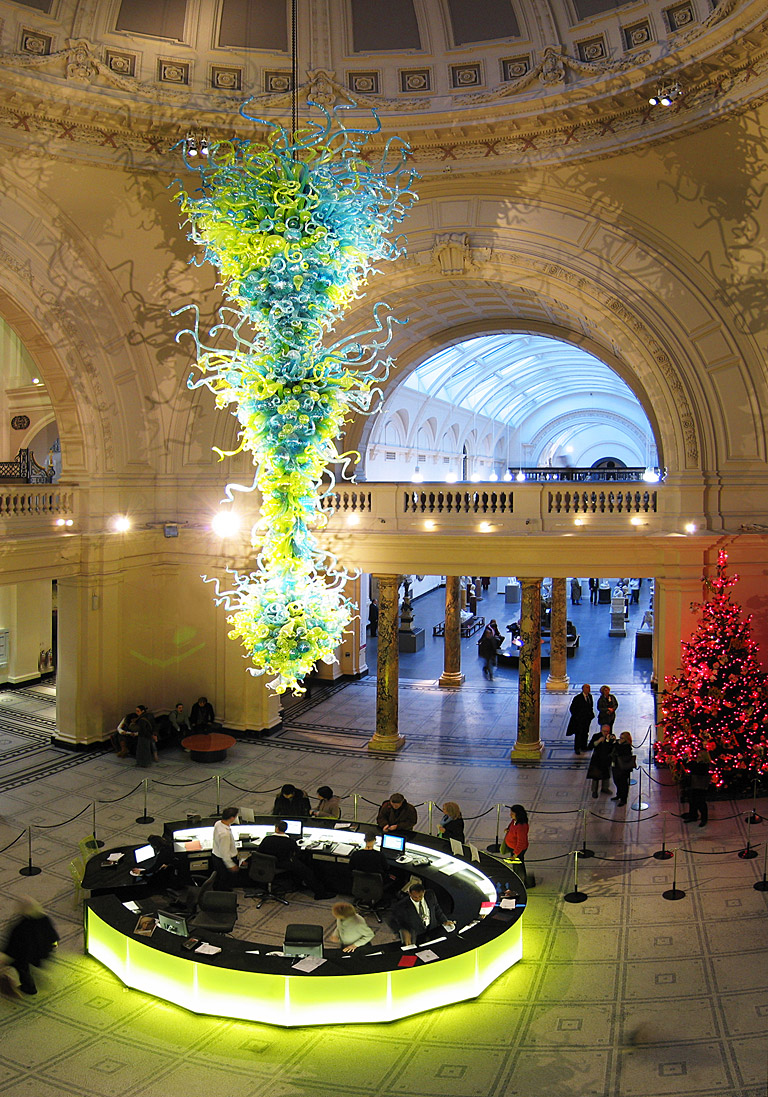
ロンドンのヴィクトリア&アルバート美術館にあるシャンデリア

中世における初期のシャンデリアは教会や修道院で大きなホールを効果的に照らすために用いられた。それらは一般的に木製の十字架型をしておりいくつもの犬釘が埋め込まれ、それにロウソクが立てられるようになっていた。これらの全体が天井の留め金やフックからロープで適当な高さに吊り下げられていた。
15世紀以降、リング型あるいは王冠型だったシャンデリアの形はより複雑になっていき、装飾的なものが一般的になっていった。これらの装飾的なシャンデリアは宮殿や社会の富裕層の家に置かれていた。
ステータスシンボルとしてのシャンデリアの人気は長く続き、18世紀初期までに真鍮で造られた装飾的で長くカーブした腕木をもったシャンデリアが作られ、多数のロウソクを設置するタイプのシャンデリアが多くの商人階級の家に置かれるようになった。
18世紀、ガラス製造業の発達によって鉛ガラス（lead crystal）がより安く製造されるようになった。この光散乱性の高い反射性ガラスは好評をもって迎えられ急速にポピュラーなものとなり、やがてガラス製のシャンデリア（Crystal Chandelier）が生み出された。ちなみに日本でもこよなく愛されている。
シャンデリアは18世紀から19世紀にかけてより複合で精巧な形に発達し続け、ガス灯を用いるものから電球によるものになるに従ってこの伝統的なスタイルの照明はその価格を下げていった。
日本には明治以降、洋風建築と共に移入され、当時のシャンデリアとしては旧赤坂離宮のものが最も大きく華麗であり、旧朝香宮邸（東京都庭園美術館）内にあるルネ・ラリックのシャンデリアはアールデコ様式のシャンデリアとして有名である。また鹿鳴館のシャンデリアは江戸川区の燈明寺に現存している。

## 取り付けについて
シャンデリアは構造的に他の天井吊り下げ式照明器具よりも重いものが多い。通常は梁もしくは下地で補強された天井から、電気工事士により直付け配線しチェーンなどで懸架するか、5kg未満の重量であればあらかじめ天井に設置されている引掛シーリング・ローゼットに直接取り付ける。現在はシャンデリアであっても10kg未満であれば、専用のフランジと呼ばれる取付金具付きのカップを使用し、耳付き引っ掛けシーリングローゼットに取り付けが可能である。10kg以上のシャンデリアを設置する場合は、建物を建築する際にあらかじめ天井補強を施工業者に依頼しておく。既に建築済みの建物に設置する場合は、専門の取付業者による下地補強もしくはアンカーの設置により取り付けができる場合がある。地震の多い日本の場合、天井の補強はシャンデリアの重量の3倍の耐荷重が推奨される。

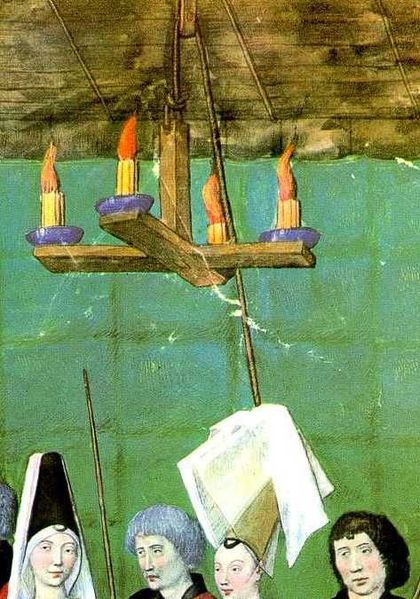
吊縄と滑車が露出している中世の簡素なシャンデリア

元々シャンデリアは灯火や蝋燭など、日々点火および消火と燃料補充を必要とする時代から利用されており、作業の便のため吊鎖は巻き上げ機に繋がって昇降させることができた。電灯の時代になってからも、電球交換やガラス飾りの輝きを保つ清掃のため、本式のシャンデリアは昇降機を備えており、アクション映画等では人間が掴まってリフト代わりにする演出に使われたりする。重量やコストを抑えるため昇降機能を省いたものではメンテナンス性が犠牲になる。しかし一方で昇降機そのものがコスト増や老朽化リスク要因にもなることから、近年LEDなど照明の長寿命化もあり廃止に進む機運も見られる。

## 語源
シャンデリア（chandelier）の語源はラテン語Candere（「輝く」「白く光る」の意味）であり、キャンドル（ロウソク）も同源の語である。また、フランス語でロウソク立てを意味するシャンデル（chandelle）が語源であるとする説もある。